# 泛希腊社会主义运动
泛希腊社会主义运动 （希臘語：Πανελλήνιο Σοσιαλιστικό Κίνημα），简称泛希社运，是希臘的一個社會民主主義政黨。

## 历史
1981年－1989年，1993年－2004年及2009年－2011年是希臘的執政黨。前领袖喬治·帕潘德里歐是社會黨國際主席。2009年10月4日，乔治·帕潘德里欧领导的泛希腊社会主义运动在希腊议会选举中以较大优势击败现任总理卡拉曼利斯领导的执政党新民主党，获得大选胜利。
2012年5月希腊议会选举中，泛希腊社会主义运动获得41席，議席銳減，成为第三大党，在右翼保守派新民主党和激进左翼联盟相继组阁失败后，获得组阁权，但仍然组阁失败。
2012年6月希腊议会选举中，泛希腊社会主义运动党获得33席继续位列第三位，并与第一大党新民主黨与民主左翼达成协议，由新民主党组建少数政府，泛希社运和民主左翼在阁外支持，部分为他们同意的无党派人士。2013年民主左派不再支持政府，泛希社運加入聯合政府，使泛希社運與新民主黨的聯合政府僅維持微弱優勢（300席中的153席，當時新民主黨126席，泛希社運27席）。
2015年1月3日，乔治·帕潘德里欧带领其他5名希腊议会议员，退党另组民主社会主义者运动，以参加2015年希腊议会选举。
2015年希腊议会选举中，泛希腊社会主义运动获得13席，並獲得4.68%(289,286票)的得票率(相較於2012年5月希腊议会选举少了7.60%)，成为第七大党，同時也是最後一個取得分配席次權的政黨（希臘政黨需要取得3%的得票率才能進入议会）。這亦是希臘民主化40年來，新民主黨和泛希社運首次同時成為在野黨。

## 历任领导人
- 安德烈亚斯·帕潘德里欧 (1974–1996)
- 科斯塔斯·西米蒂斯 (1996–2004)
- 乔治·帕潘德里欧 (2004–2012)
- 埃万盖洛斯·维尼泽洛斯 (2012–2017)
- 弗菲·雅尼玛塔（英语：Fofi Gennimata） (2017–2021)
- 尼科斯·安德鲁拉基斯（英语：Nikos Androulakis） (2021–至今)

## 历次议会选举结果
| 年份       | 领导人                | 得票数    | 得票率 | 席位 | 地位                                  |
| ---------- | --------------------- | --------- | ------ | ---- | ------------------------------------- |
| 1974       | 安德烈亚斯·帕潘德里欧 | 666,413   | 13.6%  | 12   | 少数反对党                            |
| 1977       | 安德烈亚斯·帕潘德里欧 | 1,300,025 | 25.3%  | 93   | 主要反对党                            |
| 1981       | 安德烈亚斯·帕潘德里欧 | 2,726,309 | 48.1%  | 172  | 执政党                                |
| 1985       | 安德烈亚斯·帕潘德里欧 | 2,916,735 | 45.8%  | 161  | 执政党                                |
| 1989年6月  | 安德烈亚斯·帕潘德里欧 | 2,551,518 | 39.1%  | 125  | 主要反对党                            |
| 1989年11月 | 安德烈亚斯·帕潘德里欧 | 2,724,334 | 40.7%  | 128  | 联合政府成员                          |
| 1990       | 安德烈亚斯·帕潘德里欧 | 2,543,042 | 38.6%  | 123  | 主要反对党                            |
| 1993       | 安德烈亚斯·帕潘德里欧 | 3,234,777 | 46.9%  | 170  | 执政党                                |
| 1996       | 科斯塔斯·西米蒂斯     | 2,813,245 | 41.5%  | 162  | 执政党                                |
| 2000       | 科斯塔斯·西米蒂斯     | 3,007,596 | 43.8%  | 158  | 执政党                                |
| 2004       | 乔治·帕潘德里欧       | 3,002,531 | 40.6%  | 117  | 主要反对党                            |
| 2007       | 乔治·帕潘德里欧       | 2,727,853 | 38.10% | 102  | 主要反对党                            |
| 2009       | 乔治·帕潘德里欧       | 3,012,373 | 43.92% | 160  | 执政党/2011年11月11日成为联合政府成员 |
| 2012年5月  | 埃万盖洛斯·维尼泽洛斯 | 831,181   | 13.18% | 41   | 第三大党                              |
| 2012年6月  | 埃万盖洛斯·维尼泽洛斯 | 755,832   | 12.28% | 33   | 第三大黨/联合政府成員                 |
| 2015年1月  | 埃万盖洛斯·维尼泽洛斯 | 289,286   | 4.68%  | 13   | 第七大黨/最後一個取得分配席次權的政黨 |
| 2015年9月  | 弗菲·雅尼玛塔         | 341,390   | 6.28%  | 16   | 第四大黨                              |
| 2019年     | 弗菲·雅尼玛塔         | 457,519   | 8.10%  | 19   | 第三大黨                              |
| 2023年5月  | 尼科斯·安德鲁拉基斯   | 676,166   | 11.46% | 40   | 第三大黨                              |